# 莱昂·傅科
让·贝尔纳·莱昂·傅科（法語發音：[ʒɑ̃ bɛʁnaʁ leɔ̃ fuko]；1819年9月18日—1868年2月11日），法国物理学家，他最著名的发明是显示地球自转的傅科摆。除此之外他还曾经测量光速，发现了渦電流。他虽然没有发明陀螺儀，但是这个名称是他起的。在月球上有一座以他命名的撞击坑。

## 生平

### 早年
傅科出生于法国巴黎，其父亲是巴黎的一名出版商。他主要接受家庭教育，此后学医。但是他很快就放弃了医学学习，改学物理，原因是因为他怕血。 他最初的工作在于改善路易·达盖尔的摄影技术。此后他三年中他任显微镜解剖学的教课助手。
他与斐索一起进行了一系列研究来探索太阳光的强度，作为对比他使用弧光灯的碳和钙的火光。他还研究了红外线的衍射、光在不同长度上的区别以及不同颜色的光的极化。

### 中年
1851年傅科在巴黎先贤祠悬挂一枚很长的重摆，藉以显示地球的自转，此举吸引了许多观众，这是首次动力学地证明地球的自转。数年后他又命名了陀螺仪。1855年他成为皇家巴黎天文台的物理学家，同年皇家学会因为他“杰出的实验研究”授予他科普利獎章。
1855年9月他发现：假如一个铜盘位于一个磁铁的两极之间的话，要驱动铜盘旋转所需要的力必须加大，同时铜盘会由于金属内引导出来的渦電流而被加热。
1857年傅科发明了以他命名的偏光镜。次年他发明了一个测量望远镜的反光镜形状的方法，製镜人可藉以检查一面反光镜是否為标准球形。1862年他测量到光速为每秒298,000千米，与精确值差仅0.6%。

### 晚年
同年他成为经度管理局的工作人员，获得法國榮譽軍團勳章。1864年他成为伦敦皇家学会院士。1865年他发表了改善詹姆斯·瓦特的蒸汽机的论文，目的在于使得其运行更加稳定，此外他发表了调解电光的机器的论文。也是在那一年（法国科学院周报 lxiii），他展示了如何使天文学家可以直接观测太阳而不会被太阳光线灼伤眼睛，方法是在望远镜的物镜玻璃表面镀一层非常薄的银层。

### 逝世

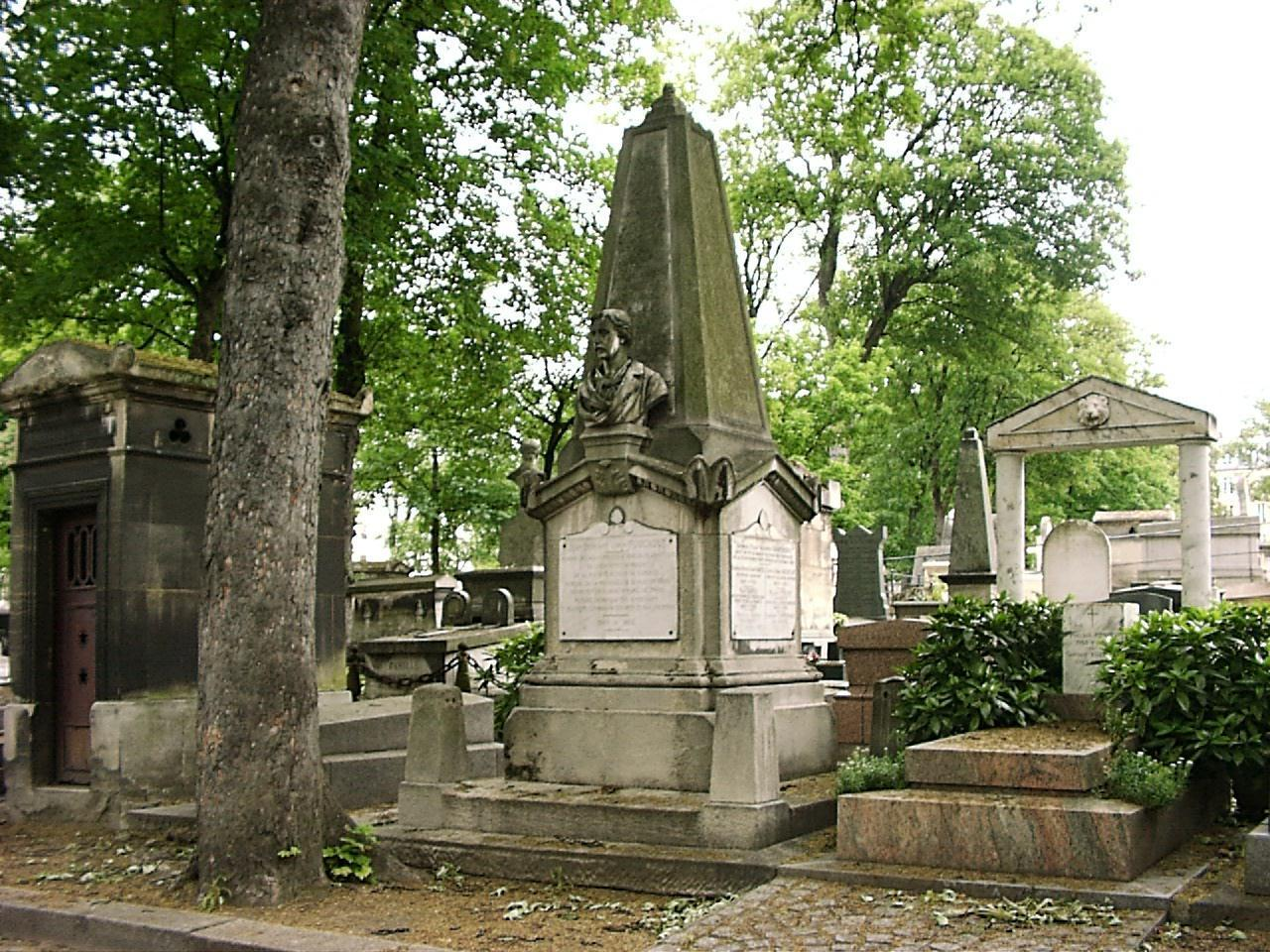
莱昂·傅科墓

1868年2月11日，傅科可能因发展迅速的多发性硬化症在巴黎逝世，後被葬于蒙馬特公墓。